# Vathy (Ithaque)
Pour les articles homonymes, voir Vathy.
Vathý ou Vathi (en grec : Βαθύ) est la ville principale de l'île d’Ithaque et est chef du district régional homonyme en Grèce.